# ناگاهامولا
ناگاهامولا (به لاتین: Nagahamulla) یک منطقهٔ مسکونی در سری‌لانکا است که در ناحیه کلمبو واقع شده‌است.